# 니콘 D7000
니콘 D7000(Nikon D7000)은 니콘이 2010년 10월 28일 발매한 디지털 일안 반사식 카메라 모델이다. 니콘 D90의 후속 모델이며, 파인더 시야율, AF측거점 수, 최고셔터속도, 연사속도 등의 성능이 비약적으로 상향되었다. D3100의 뒤를 이어, 니콘 Expeed 2 이미지 처리 엔진이 채용된 두 번째 모델이다. D5000과 D300s의 중간모델이며, 타사의 경쟁 모델로는, 캐논의 EOS 60D, EOS 7D 등이 있다.

## D90과 비교
- 1620만 화소 14bit Expeed2 엔진을 탑재하여 이미지 성능 향상
- ISO 25600까지 설정 가능, 고감도 화질 향상
- Full HD 동영상 24fps, HD 동영상 30fps로 촬영 가능
- 자동초점 측거점 39개, 크로스 9개로 증가[1]
- 2016 분할측광[2]
- 100% 시야율
- 6연사로 증가
- 780 g으로 무게 증가
- 1/8000초 셔터속도
- 더 향상된 배터리
- 방진방적

## 핫픽셀(불량 화소) 논란
D7000 제품으로 동영상을 촬영할 경우 불량화소로 보이는 핫픽셀이 촬영되는 현상이 발생했다. 이러한 현상을 겪은 소비자들이 다수 있었으며 이들은 무상 교환 또는 환불을 요구했으나, 니콘코리아측은 해당 현상은 동영상을 촬영할 때 일상적으로 일어날 수 있는 현상이라며 "고장이 아니므로 환불이나 교환 조건에 해당하지 않는다"고 밝혔으나, 소비자들은 이러한 현상이 발견된 제품은 없었다며 "의도적으로 제품 결함을 숨기고 어물쩍 넘어가려는 것 아닌지 모르겠다"며 반발했다. 그에 따라 소비자들은 공정위에 제소하였으며, 문제가 커지자 니콘코리아측은 본사 차원에서 뒤늦게 대책 마련에 들어가기도 했다. 니콘이 2010년 말에 펌웨어를 내놓으면서 핫픽셀 문제는 해결됐다.

## 사진

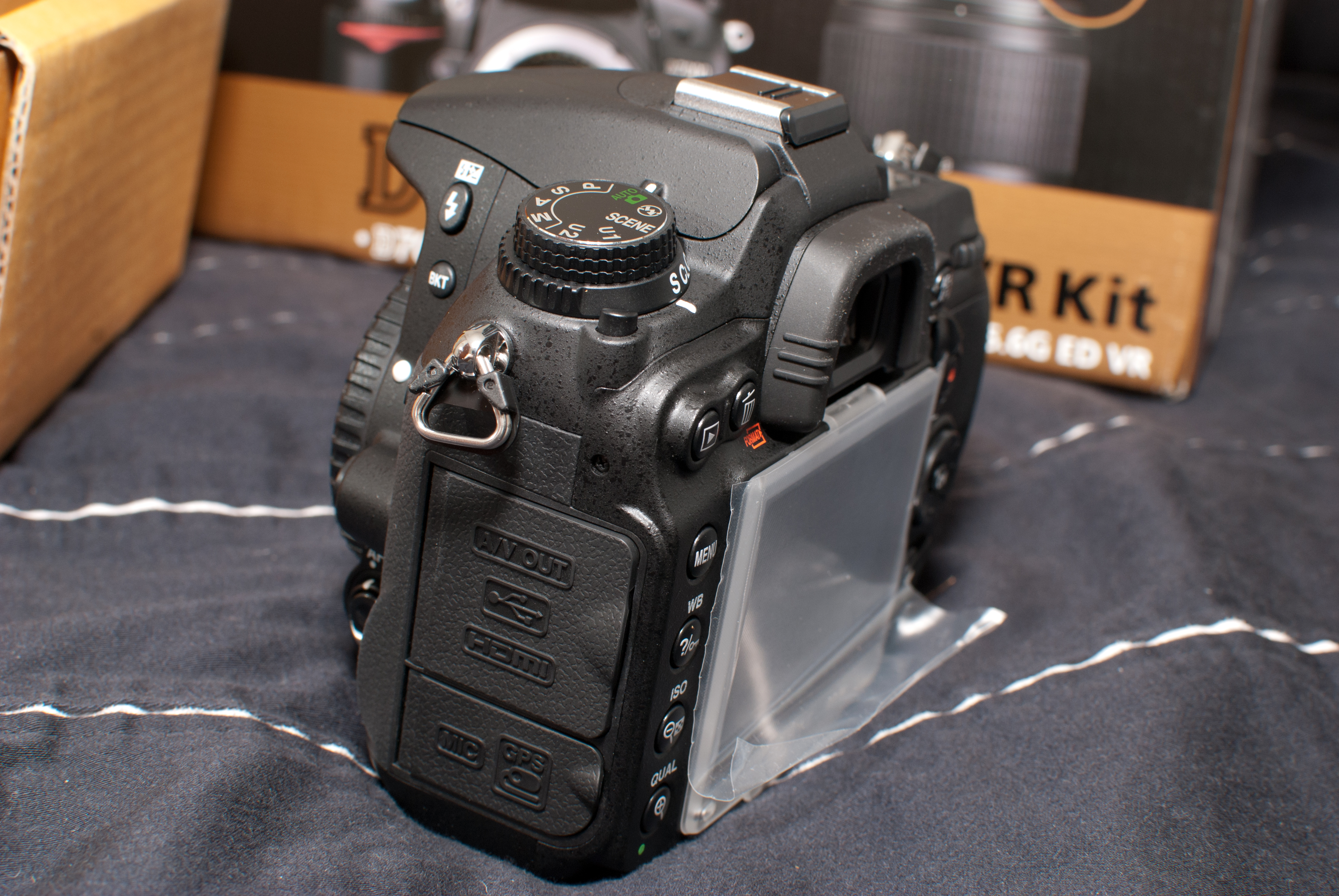
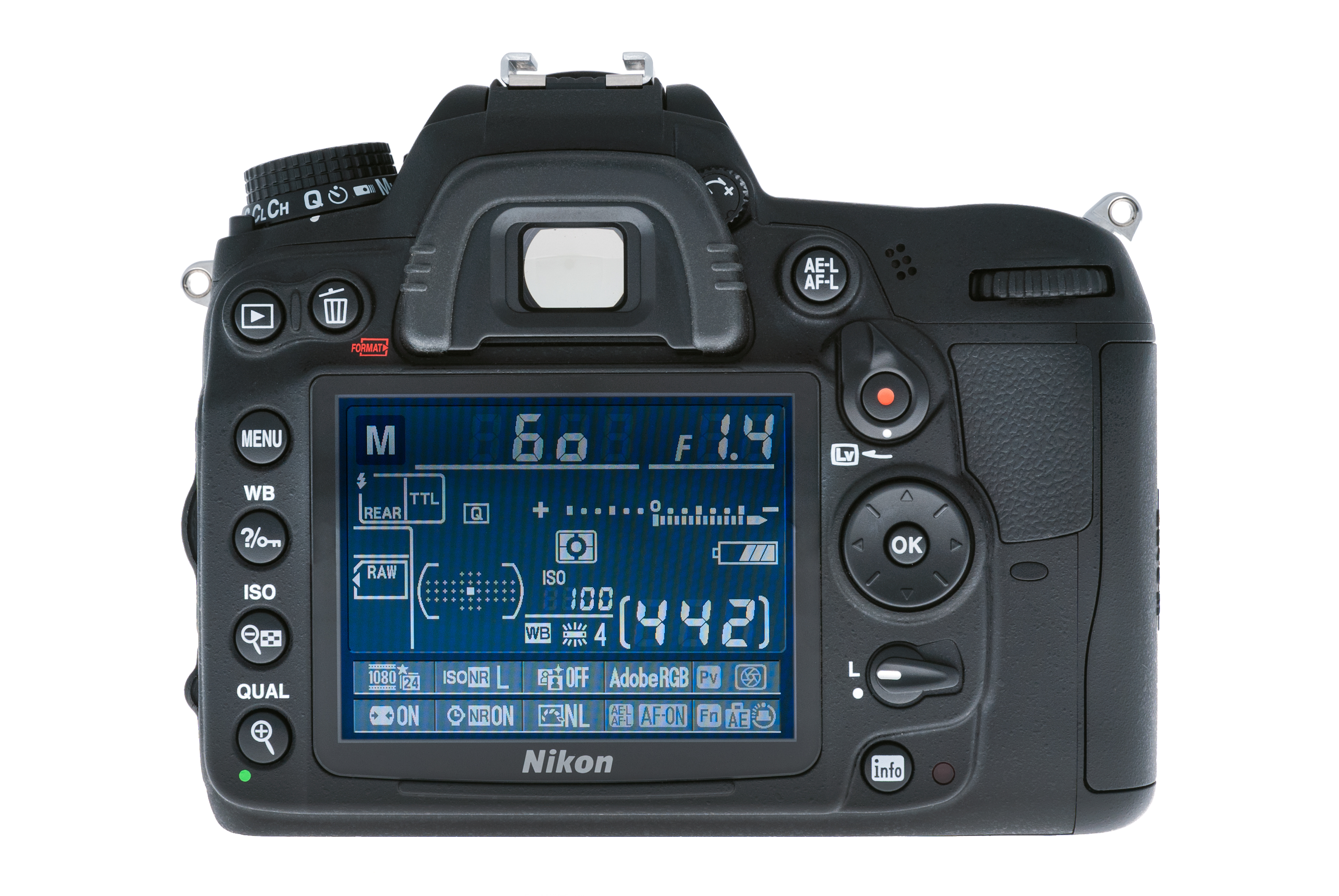
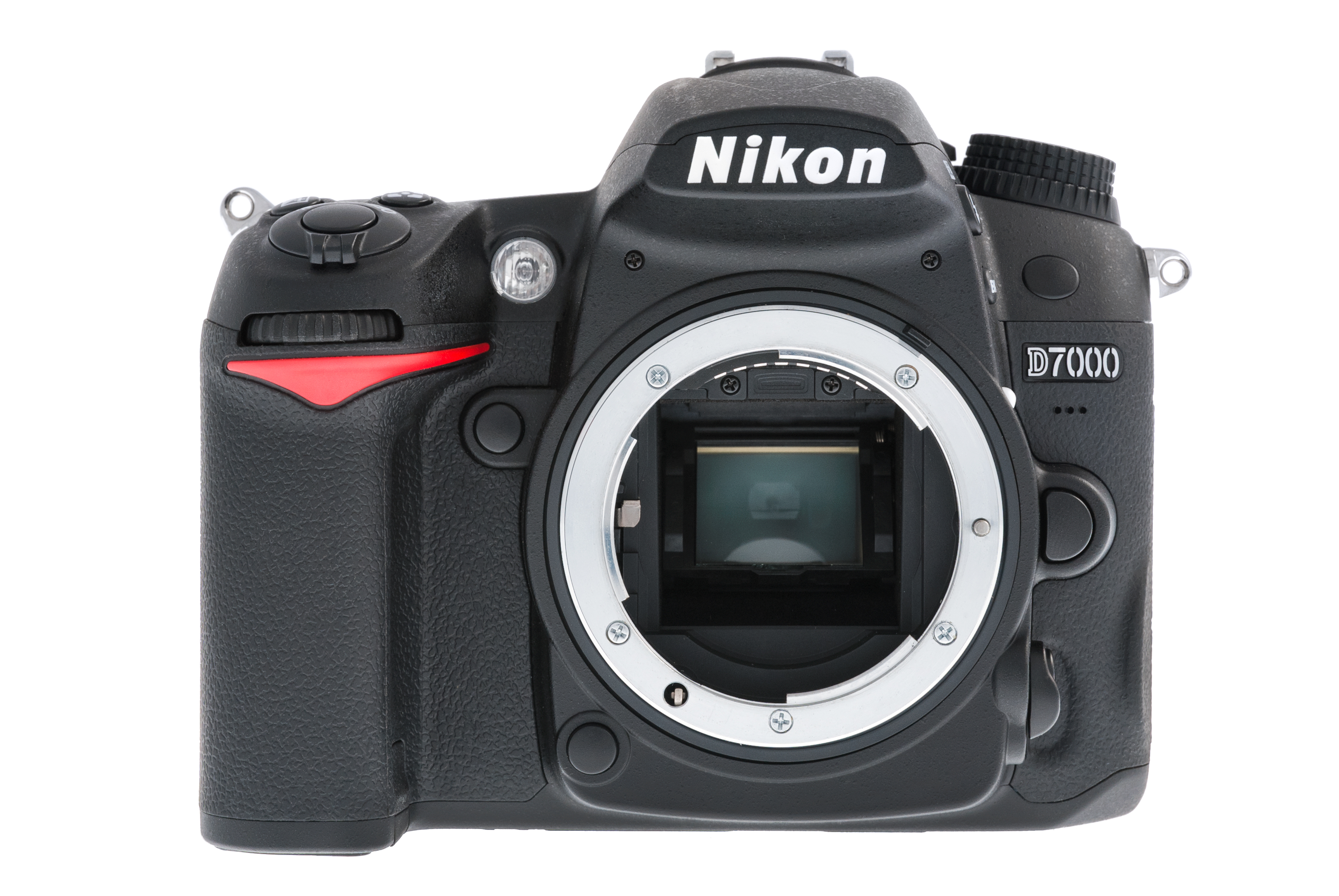
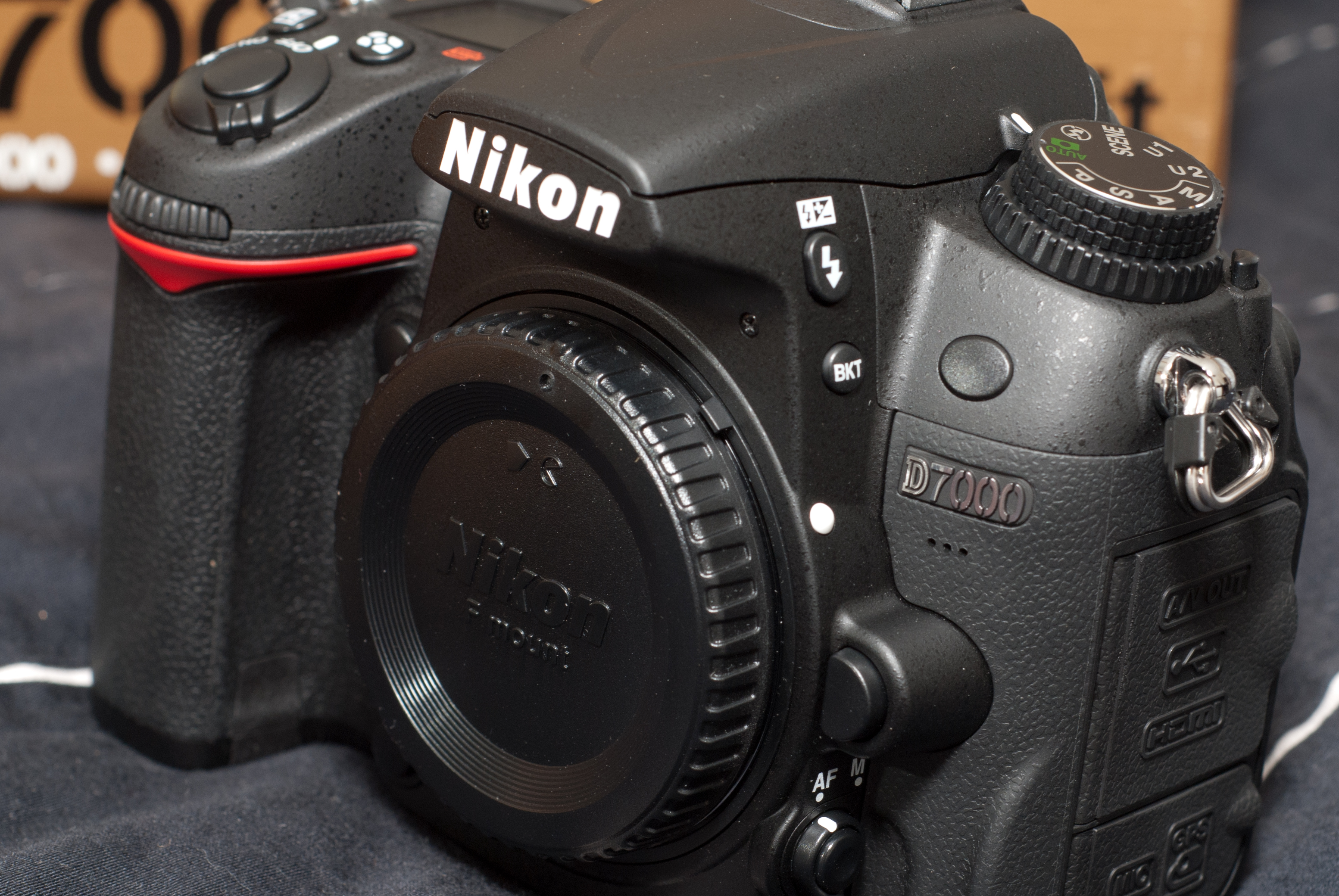